# Veitel Heine Ephraim
Veitel Heine Ephraim (ur. 1703 w Berlinie, zm. 16 maja 1775 tamże) – pruski faktor dworu Fryderyka II Wielkiego, jubiler i dzierżawca mennic, przewodniczący wspólnoty żydowskiej w Berlinie.

## Efraimki

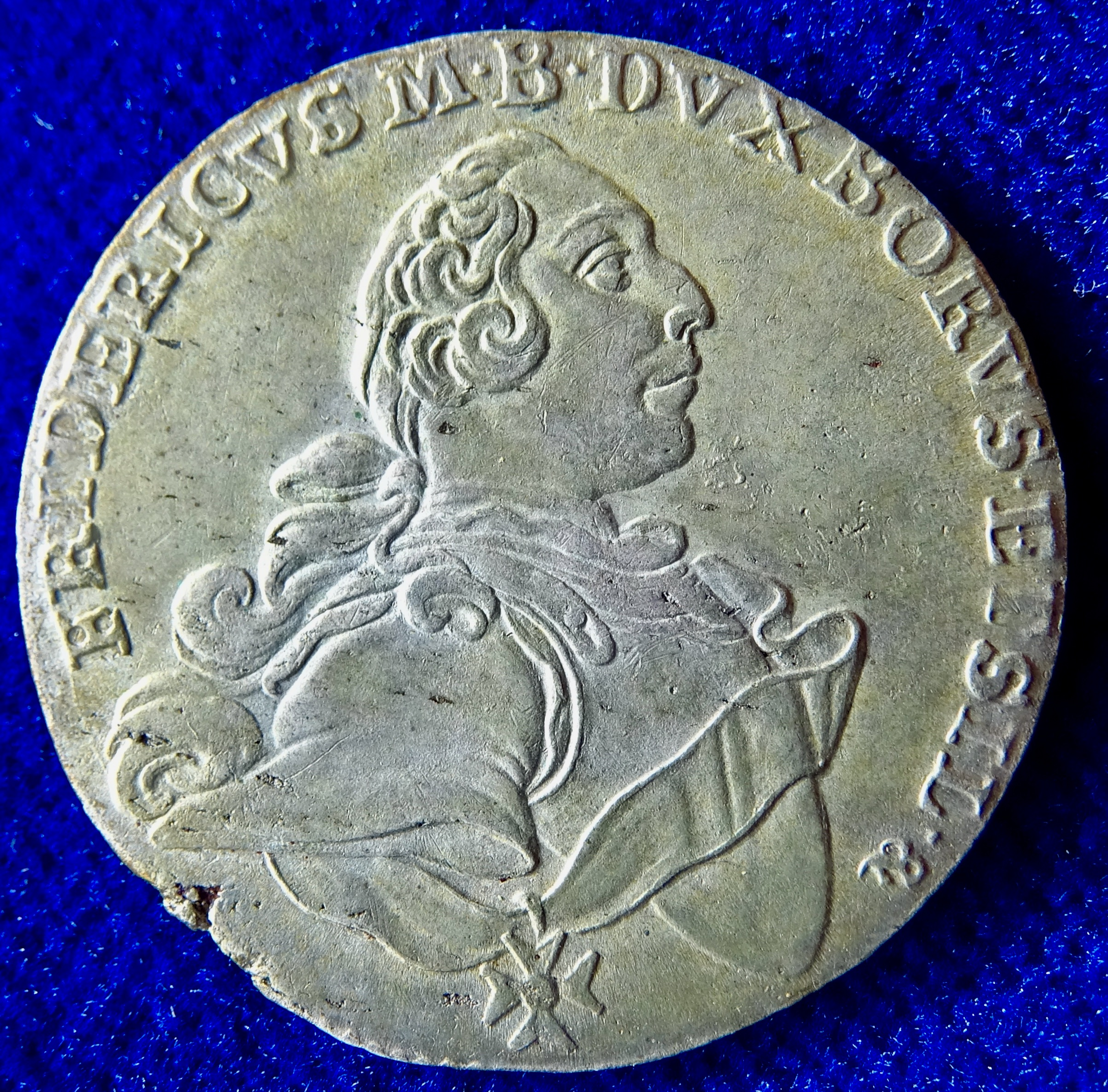
Efraimka

Na polecenie Fryderyka II spółka bankierska Ephraim-Itzig w mennicach w Królewcu, Szczecinie i we Wrocławiu biła posrebrzane fałszywe monety Augusta III Sasa. W czasie wojny siedmioletniej był dzierżawcą mennic w Lipsku i Dreźnie, gdzie bił zdobytymi stemplami monety polsko-saskie Augusta III tzw. efraimki. Dukaty (augustdory) bite były przez Ephraima ze złota jedynie 7-karatowego, podczas gdy oryginalne emitowane były ze złota 23 i pół karatowego. Talary robił ze srebra czterokrotnie gorszej próby od oryginału. Monety 8-groszowe, orty, i inne mniejszej wartości wykonywał przeważnie tylko z posrebrzanej miedzi. Dobre monety polsko-saskie Augusta II Mocnego i Augusta III wyławiali w Rzeczypospolitej dla mennic Ephraima brandenburscy kupcy i agenci. Emisja fałszywych monet pokrywała wówczas część budżetu wojennego Królestwa Prus. Wywóz dobrej monety i zalew fałszywej gorszej jakości spowodował wzrost cen w Rzeczypospolitej.